# Léo Bergère
Léo Bergère, född 28 juni 1996 i Le Pont-de-Beauvoisin, är en fransk triathlet.

## Karriär
Bergère tog guld vid EM i mixad stafett och guld individuellt år 2022. Han tog även hem totalen i världscupserien 2022.